# Polypedilum halterale
Polypedilum halterale är en tvåvingeart som först beskrevs av Daniel William Coquillett 1901.  Polypedilum halterale ingår i släktet Polypedilum och familjen fjädermyggor. Inga underarter finns listade i Catalogue of Life.